# لالی (مجموعه‌داستان)
لالی مجموعه داستانی است به‌هم‌پیوسته از بهرام حیدری که در سال ۱۳۵۸ توسط انتشارات امیرکبیر منتشر و به عنوان بهترین مجموعه داستان سال انتخاب شد. این اثر مشهورترین اثر وی است.

## داستان
اولین داستان کتاب لالی، «ناهار فردا کباب است»، برشی است از یک روز زندگی طبیعی و مشقت‌بار خانواده‌ای در سال‌های ۵۵ که به وسیله مستمری ناچیز بیمه امرار معاش می‌کنند و فشار مالی و فقر آن‌چنان بر آن‌ها وارد می‌شود که خوردن گوشت، آن هم ماه تا ماه برایشان رؤیایی می‌شود دور و دست‌نیافتنی که در خواب‌هایشان به صورت کابوس تحقق می‌یابد.
در داستان «حسین سلیمانی»، حیدری سرگذشت دردناک و رقت‌بار دوران کودکی دانش‌آموزی را از زبان خوش به تصویر می‌کشد، هرچند داستان زندگی حسین، شاید برای خیلی‌ها غیرواقعی و ناملموس جلوه کند، اما حیدری از آن یک تمثیل می‌سازد. یک تمثیل کلی از زندگی تمام ملت، که به درون دره پرتاب می‌شوند. طرح داستان، ب سیار ساده‌است و حیدری با شیوهٔ فلش‌بک، داستان را به جلو می‌راند. هرچند داستان، در قسمت‌های پایانی، شعارگونه می‌شود، اما به دل می‌نشیند.
راوی کتاب لالی، در بیشتر داستان‌هایی که در زمینهٔ شغلی‌اش، معلمی و کلاس درس نوشته‌است، به رابطهٔ بین معلم و شاگرد اهمیت زیادی می‌دهد. در داستان «غیرمنتظره» از برپا کردن بچه‌ها ناراحت می‌شود؛ و در همین داستان است که خودش، به صورت عینی‌تر، در سیمای آقای مرادی تجلی می‌کند. غیرمنتظره، کشمکش درونی مرادی است با خلقیات عنان‌گسسته‌اش. در برابر فقر عریان که قرار می‌گیرد، تحملش را از دست می‌دهد و خود را محکوم‌شده می‌بیند و احساس می‌کند که دارد به این بچه‌ها ظلم می‌کند. غیرمنتظره، بی‌آن‌که طرح مشخص و جانداری داشته باشد، خوب نوشته شده و در حقیقت، دست‌آویزی است برای گفتن حرف‌های خصوصی‌تر راوی.
«در ظهور آهوها» و «آقای منصوری» در صریح‌ترین نگاه، بازگوکننده فقر فرهنگی و فساد اخلاقی در نظام منحط آموزشی و زد و بندهای پشت‌پرده‌است.
داستان «مشغولیات»، فرار از گرمای کشنده و هذیان‌آور لالی است. وقت‌کشی آدم‌هایی است که با قطع روزانهٔ برق، راهی به جز سرگرم کردن خود پیدا نمی‌کنند. آن‌ها به خاطر این‌که فشار گرما و بی‌برقی را تحمل کنند، تصمیم می‌گیرند به کرم که شخصیت تییپیک داستان «ناهار فردا کباب است» است، سه کیلو زولبیا به صورت مجانی بدهند، به شرط آن‌که کرم همهٔ آن‌ها را توی گرمای پنجاه درجه بخورد. شرط را قبول می‌کند اما اواسط کار از خوردن بازمی‌ماند و حالش به هم می‌خورد. با آمدن مجدد برق، شادی به چهرهٔ کسانی که بساط شرط‌بندی را چیده‌اند، بازمی‌گردد و به‌طور ضمنی از گناه کرم که شرط را باخته‌است، می‌گذرند. در این میان، آقای نعمتی که تنها کارمند بانک است و بعد از ظهرها، کارهای اضافی بانک را انجام می‌دهد، همسو با آن‌ها به این ابتذال و بیهودگی تن می‌دهد.
در داستان بلند و طولانی «رادیون»، محکومیت بی‌حد و حصر آدم‌هایی را می‌بینیم که از تمام مواهب و حقوق طبیعی خویش دور مانده‌اند. با این حال، آن‌ها، با آن‌که می‌دانند که زندگی‌شان به زندگی نمی‌برد، به همان زندگی که به قول خودشان «زنده‌ذلیلی» است می‌چسبند و رهایش نمی‌کنند. آدم‌هایی که فکر و اندیشهٔ نو، برایشان خوب و تعجب‌برانگیز است. این‌که چرا آن‌ها از این‌همه نعمت‌های خداداده که یکی از آن‌ها رادیو است محرومند، خود بر ایشان سؤال‌برانگیز است. با آن‌که اندیشهٔ نو که در قالب رادیو برای آن‌ها خودنمایی می‌کند، برایشان تعجب‌آور است و آن‌ها را به شرم وامی‌دارد، اما خودشان را به‌طور پنهان در پناه و آغوش این اندیشه می‌اندازند. با این حال وقتی که در کنار همدیگر هستند، ظاهراً خودشان را از آن دور می‌گیرند و به روی خود نمی‌آورند.
همهٔ شخصیت‌های داستان رادیون، و کلاً تیپ‌های حیدری، طبیعت‌گرای محض‌اند و برای تمام اجزاء طبیعت، حتی برای رادیو، که ساختهٔ دست انسان است، احترام قائلند. آن‌ها برای گوساله، مرغ، ماه و سنگ‌ها و کپرهای‌شان، شخصیت قائل می‌شوند. همهٔ آدم‌های داستان رادیون، نمی‌توانند شبی را دور از آبادی خودشان «نُه‌دره» بگذرانند. آن‌ها حاضر نیستند شبی را در لالی، جایی که به قول خودشان مرکز چاچول‌بازها و اوباش و گوجه‌خورهای بی‌غیرت است به سر برند و از آن جهت وقتی که خود را حقیرشده و کوچک می‌شمارند وقتی که زیر نگاه چاچول‌بازها خرد و خراب می‌شوند، از آن‌جا می‌گریزند و به سرزمین و کوه و آبادی خود پناه می‌برند تا در آن‌جا، زیر نور ماه به حال و روز خود بیندیشند.
رادیون، به روایتی جعبهٔ جادوی تازه‌ای است که آن‌ها بدانند که دنیا، فقط لالی نیست. رادیون در عین حال بیانگر احساسات عاطفی و پرشور کسی است که تمام حرف‌ها و صحبت‌های شبانهٔ طبیعت تاریک و سهمناک نُه‌دره را تجربه کرده‌است.
«تحمل‌ناپذیر» و «گل‌محمد» بر مبنای دیالوگ‌های بسیار قوی و زنده نوشته شده‌است. اصولاً سنگ بنای جهان داستانی حیدری، بیشتر دیالوگ و تک‌گفتارهای درونی interior monologue است. در قصه «تحمل‌ناپذیر»، گل‌محمد، پیرمردی که آقای مرادی، معلم مدرسه به او عشق می‌ورزد، جالب‌ترین و در عین حال، با وقارترین شخصیت کتاب لالی، تنها گوساله‌اش را که از پرتگاهی به پایین سقوط می‌کند، از دست می‌دهد. او پیرمردی دل‌شکسته‌است که نه فرزندی دارد و نه مال و منالی. بیشتر دل‌شکسته و مغموم روزگار و اعتبار از دست رفتهٔ خویش است. هرگز کفر نمی‌گوید و تنها کسی است که احساسات خالص روحانی دارد. وقتی گوساله‌اش در معرض خطر قرار می‌گیرد، دست به دامان امامزاده‌ای می‌شود که در کنار پرتگاه قرار دارد. اما در نهایت، امامزاده کاری انجام نمی‌دهد و گوساله با شدت به پایین سقوط می‌کند و گل‌محمد که هرگز لبش به کفر باز نشده‌است، کفر می‌گوید.

## درون‌مایه
کتاب لالی، حکایت روزمرگی و اضمحلال مردمی‌ست که گویی در ظلمانی‌ترین قسمت دنیا زندگی می‌کنند. دنیای لالی، در حقیقت آن یوکناپاتافای زادهٔ ذهن فاکنر نیست، دنیایی است زنده که هر لحظه به زوال و فراموشی می‌گراید. لالی، محصول فقر و درماندگی مردمی است که به مرگ و جنون می‌رسند. آدم‌هایی که آرزوها و خواسته‌هایشان آن‌چنان کوچک و پیش‌پاافتاده‌است که هیچ حسی را برنمی‌انگیزند. اما وقتی خود را در به دست آوردن کوچکترین حق طبیعی زندگی ناتوان و محروم می‌بینند، لب به کفر می‌گشایند.
کُفر واژه‌ای است که در داستان‌های حیدری جایگاه ویژه‌ای دارد. او همیشه شخصیت‌هایش را به سمت کفرگویی سوق می‌دهد. «اما اگر فاکنر زوال جنوب را از منظری دینی می‌نگرد و بر نقض پیمان انسان با خدا دریغ می‌ورزد که جنوبیان را به لعن و نفرین ابدی دچار می‌کند، حیدری از منظری کاملاً دین‌ناخواهانه به شرح زوال عشایر خود می‌پردازد و فقر و تیره‌روزی آن‌ها را نشانه‌ای از بیهودگی اعتقاد به جهان برین در نظر می‌گیرد و ساده‌دلانه کفرگویی عشایر و روستاییان را در مقابل مصائب و سختی‌های زندگی، نشانه نوعی درک پیش‌علمی می‌داند که ممکن است آن‌ها را به سطحی از آگاهی برساند تا بر اثر آن علیه وضع موجود خود بشورند.»
درون‌مایهٔ داستان‌ها جامعهٔ سادهٔ لالی و به تعبیری، جامعهٔ بختیاری‌هاست، با اعتقاداتی که سخت بدان پایبندند و حیدری در تشریح این اعتقادات و فضای روستایی حاکم بر داستانش و با بررسی جامعه‌شناختی، به کالبد شکافی و تشریح آناتومی مشکلات و معضلات آنان اعم از اقتصادی، آموزشی، طبقاتی و… پرداخته.
رئالیسم اجتماعی لالی گاه سر از رئالیسم سوسیالیستی درمی‌آورد. جامعهٔ صنعتی‌ای که خود مدعی‌ست تا در ساختارهای دولتی و صنعتی شرکت جوید و با اعمال نظارت بر این سیستم، حاصل دسترنج خود را بی‌واسطه به دست آورد و محصول این تلاش را نثار فرزندان خود نماید.

## پی‌نوشت
1. 1 2  احمدی، داریوش. دربارهٔ بهرام حیدری، هفته‌نامهٔ تولید، صفحه دهکده
2. ↑  یوسفی، رامین. نقد مجموعه داستان لالی اثر بهرام حیدری، ۴ دی ۱۳۸۸